# Dörgicse, Veszprém
Dörgicse  este un sat în districtul Balatonfüred, județul Veszprém, Ungaria, având o populație de 272 de locuitori (2011). 

## Demografie
Componența etnică a satului Dörgicse
     Maghiari (93,9%)
     Germani (4,47%)
     Necunoscut (1,63%)
     Alții (1,63%)
Componența confesională a satului Dörgicse
     Romano-catolici (37,87%)
     Luterani (20,59%)
     Fără religie (10,29%)
     Reformați (8,46%)
     Necunoscută (22,79%)
Conform recensământului din 2011, satul Dörgicse avea 272 de locuitori. Din punct de vedere etnic, majoritatea locuitorilor (93,9%) erau maghiari, cu o minoritate de germani (4,47%). Apartenența etnică nu este cunoscută în cazul a 1,63% din locuitori. Nu există o religie majoritară, locuitorii fiind romano-catolici (37,87%), luterani (20,59%), persoane fără religie (10,29%) și reformați (8,46%). Pentru 22,79% din locuitori nu este cunoscută apartenența confesională.